# 13650 Perimedes
13650 Perimedes (provisional designation: 1996 TN49) là một Trojan của Sao Mộc Hành tinh vi hình. Nó được phát hiện bởi Eric Walter Elst ở the La Silla Observatory in Chile ngày 4 tháng 10 năm 1996. Nó được đặt theo tên Perimedes, a mythological character whose son, Schedius, was a military leader of the Phocians during the Chiến tranh thành Troia.